# Laurie Taylor (Skirennläufer)
Laurie Taylor (* 10. Februar 1996) ist ein britischer Skirennläufer. Er startet hauptsächlich im Slalom.

## Biografie
Taylor erlernte das Skifahren im Alter von 6 Jahren auf Matten in Aldershot. Seit Januar 2012 nimmt er an FIS-Rennen teil.

Am 11. Januar 2017 gab er sein Debüt im alpinen Skieuropacup. Beim Slalom in Zell am See schied er jedoch schon im ersten Durchgang aus. Bei seinem dritten Antreten im Europacup konnte er mit Platz 28 im Slalom von Fjätervålen erstmals anschreiben. Sein Debüt im Weltcup gab er am 5. März 2017 im Slalom in Kranjska Gora, wo er sich nicht für den 2. Durchgang qualifizierte. Seine bisher beste Platzierung im Weltcup war Rang 24 im Slalom von Kitzbühel.
Taylor nahm an den olympischen Winterspielen 2018 in Pyeongchang teil. Im Teambewerb schaffte er es mit Großbritannien sensationell ins Viertelfinale. Im Slalom erreichte er Platz 26. Bisher nahm Taylor auch an drei alpinen Skiweltmeisterschaften teil. 2017 in St. Moritz, 2019 in Åre und 2021 in  Cortina d’Ampezzo. In der Saison 2020/21 gewann Tylor sein erstes Rennen im Europacup. Im Slalom von Val-Cenis belegte er vor dem Schweizer Dionys Kippel Rang 1.

## Erfolge

### Olympische Spiele
- Pyeongchang 2018: 5. Mannschaftswettbewerb, 26. Slalom

### Weltmeisterschaften
- St. Moritz 2017: 33. Slalom, 40. Riesenslalom
- Åre 2019: 9. Mannschaftswettbewerb, DNF Slalom
- Cortina d’Ampezzo 2021: DNF Slalom, DNQ Parallelrennen

### Juniorenweltmeisterschaften
- Åre 2017: 19. Riesenslalom, DNF Slalom

### Weltcup
- 1 Platzierung unter den besten zehn

### Weltcupwertungen
| Saison  | Gesamt | Gesamt | Slalom | Slalom |
| Saison  | Platz  | Punkte | Platz  | Punkte |
| ------- | ------ | ------ | ------ | ------ |
| 2019/20 | 149.   | 7      | 56.    | 7      |
| 2021/22 | 145.   | 6      | 55.    | 6      |
| 2022/23 | 133.   | 14     | 45.    | 14     |
| 2023/24 | 96.    | 44     | 33.    | 44     |

### Europacup
- Saison 2020/21: 7. Slalomwertung
- 2 Podestplätze, davon 1 Sieg:

| Datum          | Ort       | Land       | Disziplin |
| -------------- | --------- | ---------- | --------- |
| 6. Januar 2021 | Val-Cenis | Frankreich | Slalom    |

### Far East Cup
- 3 Podestplätze, davon 1 Sieg

| Datum         | Ort                | Land     | Disziplin |
| ------------- | ------------------ | -------- | --------- |
| 20. März 2018 | Juschno-Sachalinsk | Russland | Slalom    |

### Nor Am Cup
- 2 Platzierungen unter den besten 10, davon 1 Podestplatz

### Weitere Erfolge
- 8 Siege in FIS-Rennen